# Nawała ogniowa

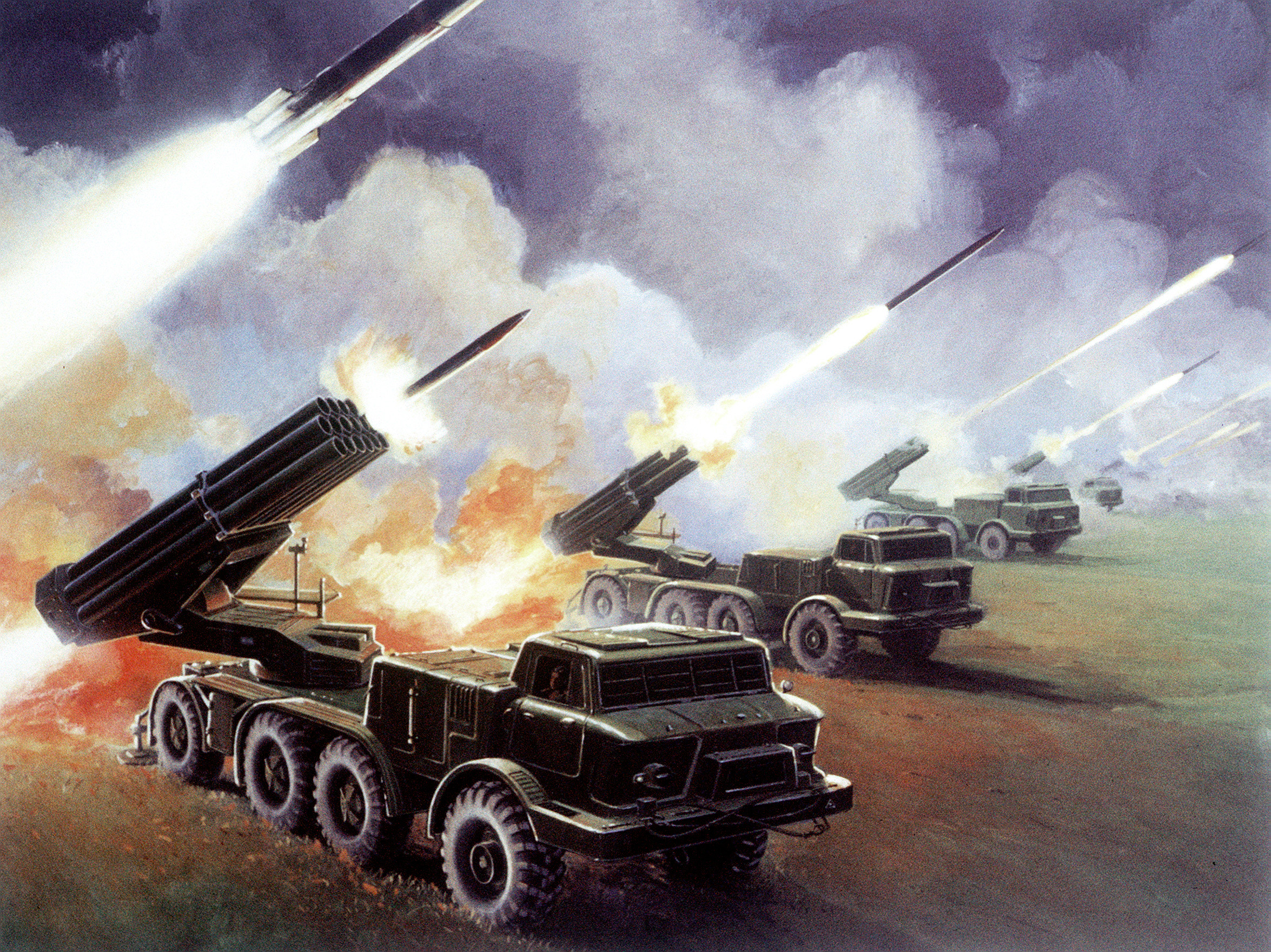
Nawała ogniowa

Nawała ogniowa – jeden ze sposobów użycia ognia artyleryjskiego w celu obezwładnienia lub zniszczenia sił przeciwnika. Nawałę ogniową kieruje się na jeden cel lub grupę celów stanowiących odcinek.
Nawałę zaczyna się salwą, a następnie prowadzi szybki ogień.
Do obezwładnienia lub zniszczenia odkrytych oddziałów stosuje się jedną, krótka nawałę.
Jeżeli zachodzi potrzeba, w przerwach między nawałami prowadzi się dozorowanie ogniowe.